# Parafia św. Anny w Ramułtowicach
Parafia św. Anny w Ramułtowicach – parafia rzymskokatolicka należąca do dekanatu Kąty Wrocławskie w archidiecezji wrocławskiej. Erygowana w 1992 roku.
Obsługiwana przez księży archidiecezjalnych. Jej proboszczem jest ks. mgr Piotr Komander Kan. hon. ex. num. Kap. Koleg.

## Parafialne księgi metrykalne
| Księgi metrykalne | Okres ewidencji |
| ----------------- | --------------- |
| chrztów           | 1947 –          |
| ślubów            | 1947 –          |
| zgonów            | 1947 –          |